# A. Ziemsen Verlag
Der A. Ziemsen Verlag war ein Verlag aus Wittenberg.

## Geschichte
Amandus Ziemsen (1875–1952), ein Textilkaufmann, gründete das Unternehmen im Jahr 1902 als „Verlag der Deutschen Färberzeitung“, vor allem um die genannte, vielgelesene Deutsche Färberzeitung zu verlegen. Nachdem auch textiltechnische Bücher und andere Zeitschriften ins Programm aufgenommen wurden, änderte er den Verlagsnamen in „A. Ziemsen Verlag“. Schon bald weitete sich das Verlagsprogramm über die Textilwirtschaft hinaus. 1911 übernahm Ziemsen die Zeitschrift Die Fördertechnik. Zeitschrift für den Bau und Betrieb der Hebezeuge und Transportanlagen, Pumpen und Gebläse, ab 1919 Fördertechnik und Frachtverkehr, die international ingenieurwissenschaftlich-technische Maßstäbe setzte. Zudem verlegte er unter anderem die erfolgreiche Reihe Deutsche Werkmeister Bücherei, eine Kirchenzeitschrift und eine Möbelzeitung. Von 1937 bis 1982 war Philipp Schlampp (1915–1985) Verlagsleiter des A. Ziemsen Verlages und Prokurist.
Nach dem Zweiten Weltkrieg musste Ziemsen, um eine weitere Verlagslizenz zu erhalten, mit dem Fachbuchverlag Leipzig kooperieren. Das erfolgreichste Buch, das die beiden Verlage zusammen herausgaben, war das zweibändige Lehrbuch Mathematik für metallbearbeitende Berufe von Erich Gasse, das bis 1958 in 15 Auflagen erschien. Ab 1948 veröffentlichte der Ziemsen Verlag das erste Heft aus der schon bald bekannten Reihe: Die Neue Brehm-Bücherei (NBB). Dafür gewann man den Ornithologen Otto Kleinschmidt als Herausgeber. 1989 erschien der 600ste Band der Reihe. Sie wird noch heute im Westarp Wissenschaften-Verlag Hohenwarsleben weitergeführt.
1982 übernahm der Urania Verlag in Leipzig den A. Ziemsen Verlag mit der Zusage, den Verlagsnamen und den Standort Wittenberg zu bewahren.
Nach der deutschen Währungsunion 1990 gerieten der Urania Verlag und der A. Ziemsen Verlag in finanzielle Schwierigkeiten. 1991 erschienen die letzten Bücher im A. Ziemsen Verlag. Danach wurde er abgewickelt.
Ein Teil des Firmenarchivs ist im Deutschen Buch- und Schriftmuseum in Leipzig zugänglich.